# Bill Evans (saxophoniste)
Pour les articles homonymes, voir Bill Evans et Evans.
Bill Evans (William Evans) est un saxophoniste (ténor et soprano) de jazz américain, né le 9 février 1958 à Clarendon Hills (Illinois).
Ne pas confondre avec le pianiste Bill Evans (1929-1980), bien qu'ils aient tous deux joué (à des époques différentes) dans l'orchestre de Miles Davis.

## Biographie
Enfant, Bill Evans apprend successivement le piano, la clarinette et le saxophone. À l’âge de 16 ans, il opte pour le saxophone ténor. Il étudie à la « North Texas State University », puis au « William Patterson College ». Il prend des cours avec le saxophoniste Dave Liebman. Ce dernier le recommande à Miles Davis qui l’engage en 1980. Bill Evans participe à l’enregistrement de plusieurs  albums du trompettiste « The Man with the Horn »  (1981), « We Want Miles » (1982),  « Star People » (1983) et  « Decoy » (1984). Bill Evans joue ensuite dans le « Mahavishnu Orchestra » de John McLaughlin.
En 1984, Bill Evans enregistre son premier album comme leader « Living in the crest of a  wave ». Depuis, il en a enregistré de nombreux autres, dont l’esthétique va du  hard bop au jazz fusion. On a pu entendre en sidemen sur ses albums des musiciens aussi différents que le vétéran du « soul jazz » Les McCann ou de la vedette country Willie Nelson.
Il joue dans de nombreux orchestres : « Elements » (avec  Cliff Carter,  Mark Egan et Danny Gottlieb, « Petite Blonde » (un « all-star » avec Victor Bailey, Dennis Chambers et Chuck Loeb), le groupe d’Andy Summers, le  « Soulbop band », de Randy Brecker,…
En 1995, il participe à l'album live Bad Habits Die Hard du percussionniste indien Trilok Gurtu.
Il est nommé pour le Grammy Award du meilleur album de jazz contemporain en 2002, pour son album « Soul Insider », ainsi qu'en 2005 pour son album « Soulgrass » du nom de son groupe actuel qui pratique un mélange de jazz fusion, de funk et bluegrass.

## Discographie

### Albums solos
- Living In The Crest Of A Wave (1984)
- The Alternative Man (1986)
- Summertime (1989)
- Let The Juice Loose "Live at The Blue Note Tokyo" (1989)
- The Gambler "Live at The Blue Note Tokyo 2 (1990)
- Petite Blonde "Live at Neuwied JazzFestival, Hamburg, Germany, July 14, 1992" (1992)
- Push (1993)
- Bill Evans & Push "Live in Europe" (1995)
- Escape (1996)
- Starfish & The Moon (1997)
- Touch (1999)
- Soul Insider (2000)
- Big Fun (2002)
- Soulgrass (2005)
- The Other Side Of Something (2007)
- Vans Joint "Live" (2009)
- Dragonfly (2011)
- Rise Above (2016)
- Quintessence (2021)

### Comme sideman
- We Want Miles, Miles Davis (1981)
- Mahavishnu de John McLaughlin (1986)
- Charming Snakes, Andy Summers (1990)
- Vitalization, Steve Smith & Vital Information (2007)